# Daniel García (friidrottare)
Daniel García, född den 28 oktober 1971, är en mexikansk friidrottare som tävlar i gång. 
García deltog vid Olympiska sommarspelen 1996 där han tävlade i den längre distansen 50 km gång och han slutade på en nionde plats. Vid VM 1997 blev han världsmästare på den kortare distansansen 20 km gång. På samma distans blev det ett brons vid VM 1999 i Sevilla. Han deltog även vid Olympiska sommarspelen 2000 i Sydney där det blev en tolfte plats. 